# Siège de Rabastens
Le siège de Rabastens eut lieu du 17 au 23 juillet 1570 dans la ville de Rabastens-de-Bigorre, en Bigorre. Il fut mené par Blaise de Monluc sur ordre du roi de France Charles IX contre les troupes protestantes de Jeanne d'Albret. Ce conflit s'inscrit dans le cadre de la Troisième guerre de Religion. La principale source provient des Commentaires de Blaise de Monluc, rédigés entre 1571 et 1575.

## Les forces en présence

### Les assiégeants
Afin d'attaquer la ville de Rabastens, Monluc réunit des troupes. Il possède une compagnie permanente d'environ 125 hommes qui sont des soldats professionnels. Le reste de l'armée est composée d'hommes recrutés sur place, notamment des paysans espérant trouver dans la guerre un avenir. Eux ne sont donc pas professionnels, ce qui entraîne une certaine indiscipline au sein des rangs.
Blaise de Monluc nous décrit la composition de son armée dans ses Commentaires, ce qui nous permet de savoir que les troupes catholiques étaient formées d'une cavalerie légère, d'arquebusiers, de deux canons sur roues, de piquiers et de "genz de pied", c'est-à-dire de l'infanterie. L'armée comporte également un chirurgien, chargé essentiellement de nettoyer les plaies et de les panser.
Monluc, alors lieutenant de Guyenne, est le chef de toute cette armée mais il est entouré de nombreux gentilshommes locaux auxquels il a demandé assistance dans sa mission comme Antoine de Rivière, vicomte de Labatut ; le Capitaine Rantoy (originaire de Damazan) et Monsieur de Saint-Orens. Il est également secondé par Jean de Biran de Goas qu'il connaît depuis longtemps puisqu'ils ont fait les Guerres d'Italie ensemble. La plupart de ces seigneurs vivant à proximité de Rabastens, ils sont directement impliqués dans le conflit.

### Les assiégés
La ville abrite alors des protestants, sujets de la reine de Navarre Jeanne d'Albret, épouse d'Antoine de Bourbon et elle-même calviniste. La cité n'est pas importante par son nombre d'habitants mais par sa situation géographique. En effet, c'est un carrefour reliant les axes Nord-Sud et Est-Ouest du pays. De plus, c'est une place forte (elle possède un château) qui permet de contrôler la région et permettrait aux hommes de Monluc de s'emparer plus facilement du Béarn.
Rabastens est également occupée par les troupes du Capitaine Montgommery, laissées en garnison par ce dernier, parti guerroyer plus au Nord. Les habitants ne sont donc pas sans défense, protégée notamment par des arquebusiers.

## Les étapes du siège

### Du 17 au 22 juillet
Les catholiques attaquent la ville en plusieurs étapes. En effet, Rabastens est une cité bien protégée. De forme ovale, elle est protégée par une contre-escarpe, un fossé, une escarpe, un autre fossé et un château. Les deux premiers murs étant en briques, l'armée de Monluc met peu de temps à ouvrir une brèche où s'engouffrent les soldats. Néanmoins, la prise de la ville est retardée à cause des fortes pertes des deux camps, notamment dues à l'artillerie qui fait des ravages mais aussi parce que la population s'est réfugiée dans le château, qui lui est construit en pierre, donc beaucoup plus résistant.

### La prise de Rabastens
L'assaut est donné le 23 juillet 1570. Les troupes catholiques s'engouffrent dans la brèche formée les jours précédents. L'infanterie et l'artillerie passent les premiers mais sont vite rejoints par les capitaines et les gentilshommes car ils sont incapables d'avancer seuls. Un fossé et une escarpe se dressent devant eux tandis que les balles pleuvent et font des dégâts. Blaise de Monluc demande que des échelles soient amenées afin d'escalader la muraille et c'est à ce moment-là qu'il est blessé.
Les catholiques finissent par s'emparer de la cité le jour même. Le chef de l'armée passe un accord avec les assiégés, leur garantissant la vie sauve s'ils se rendent. Il ne tient pas sa promesse et massacre une grande partie de la population qu'il considère comme hérétique.

## Source
La principale source concernant le siège de Rabastens provient des Commentaires de Monluc. Malgré son implication dans ce conflit, l'auteur reste assez objectif et malgré quelques erreurs, son témoignage reste fiable.